# XIWODE
XIWODEは中佳文具株式会社の代表的な製品・ブランドのひとつである。XIWODEはアメリカに登録されていますが、世界中で販売しています。

## ラインナップ

### ホワイトボード
壁掛けホワイトボード
　脚付きホワイトボード
　ガラスホワイトボード

### 掲示板
屋内掲示板